# Denis Vrain-Lucas

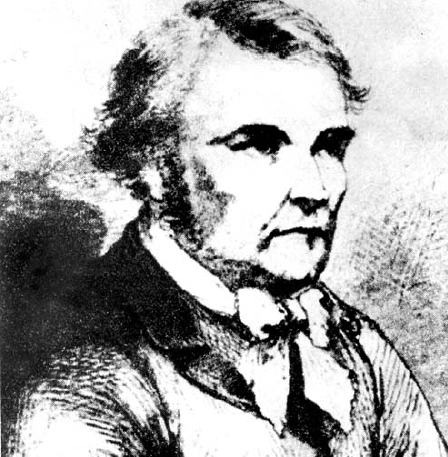
Denis Vrain-Lucas

Denis Vrain-Lucas (ur. 1818, zm. 1881) – francuski fałszerz źródeł historycznych.
Urodził się w chłopskiej rodzinie w Châteaudun niedaleko Chartres. Wcześnie opuścił wieś i udał się do Paryża, gdzie terminował jako asystent sędziego. Nie zrobiwszy kariery prawniczej zaczął wykorzystywać swoje umiejętności artystyczne, zarabiając na życie sporządzaniem kopii starych manuskryptów, które z czasem zaczął sprzedawać klientom jako oryginały.
W 1861 roku został przedstawiony sławnemu matematykowi Michelowi Chasles. Wykorzystując jego naiwność i pasję kolekcjonowania starożytności, zaczął dostarczać mu liczne sfabrykowane dokumenty historyczne, pochodzące jakoby ze zbiorów pewnego XVIII-wiecznego arystokraty. Początkowo sfałszował rzekomą korespondencję Moliera, Racine’a i Rabelaisa, z czasem zaczął tworzyć coraz bardziej fantastyczne dokumenty: listy Piłata na temat Jezusa, korespondencję Aleksandra Wielkiego z Arystotelesem i Sokratesa z Eurypidesem, czy nawet listy św. Piotra do Łazarza, Adama do Ewy i Kaina do Abla. Nie podejrzewający fałszerstwa Chasles zapłacił Vrainowi-Lucasowi za dostarczone manuskrypty łącznie ponad 100 tysięcy franków. Nie niepokoiły go zupełnie błędy historyczne takie jak wzmianki o kawie w korespondencji z początku XVII wieku, fakt że rzekome starożytne listy pisane są na papierze, ani to, że większość z nich sporządzona została w języku starofrancuskim.
Prawdziwą burzę wywołały ogłoszone przez Vraina-Lucasa rzekome listy wymieniane przez Pascala z Newtonem, przyznające francuskiemu uczonemu pierwszeństwo w odkryciu prawa powszechnego ciążenia. W toku debaty, pomimo kilku głosów za autentycznością korespondencji, uczeni ostatecznie uznali listy za sfałszowane nie tylko z powodu występujących w nich anachronizmów, ale także nieścisłości chronologicznych: Newton pisząc je musiałby być dzieckiem. Oskarżony o oszustwo Vrain-Lucas został postawiony przed sądem i w 1870 roku skazany na 2 lata więzienia. Po wyjściu na wolność dalej prowadził działalność o charakterze przestępczym.

## Przykładowe fałszerstwa Vraina-Lucasa

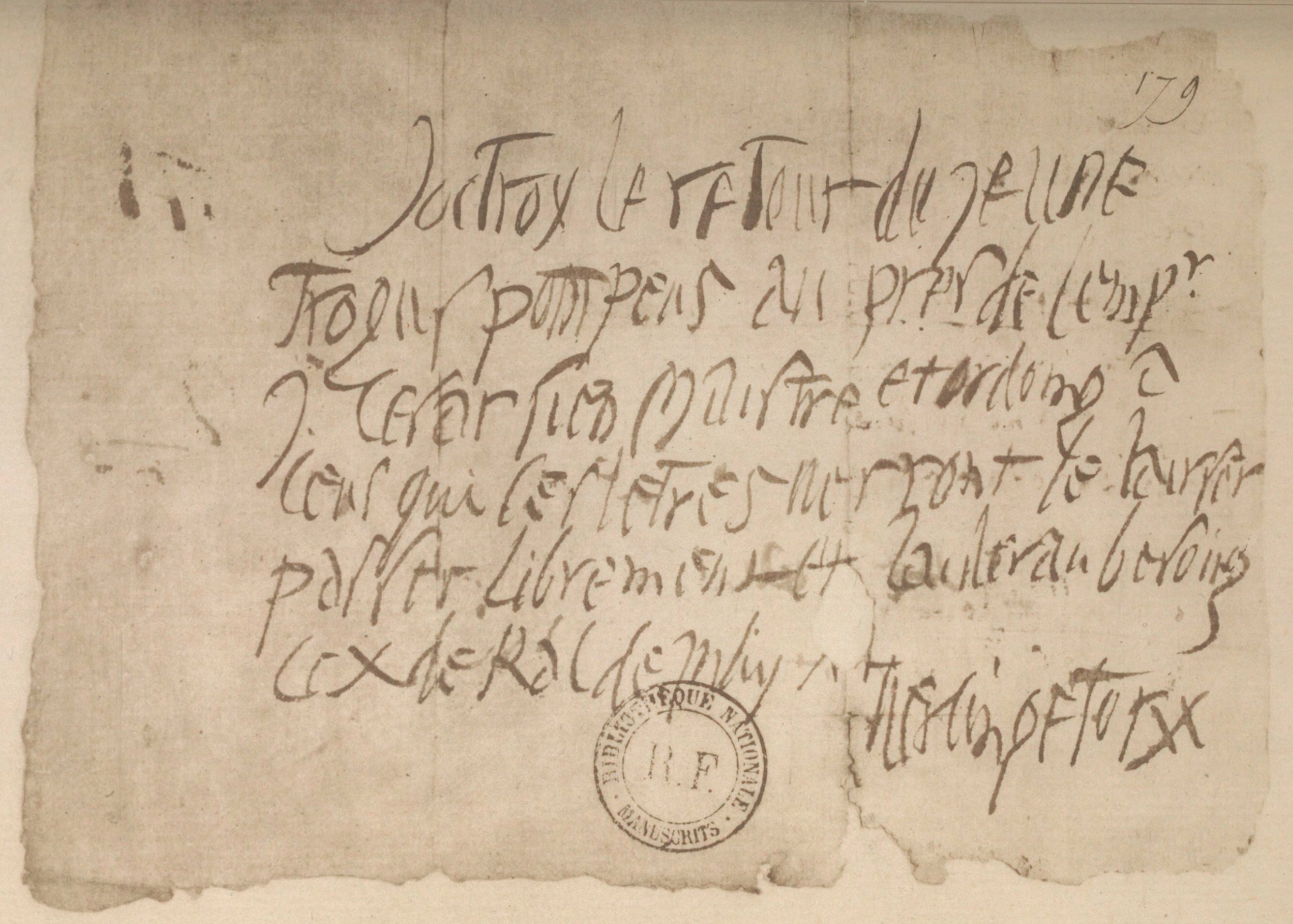
List Wercyngetoryksa do Pompejusza
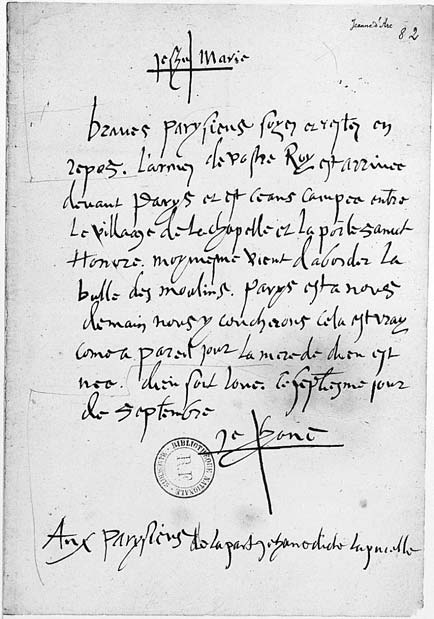
List Joanny d’Arc do mieszkańców Paryża
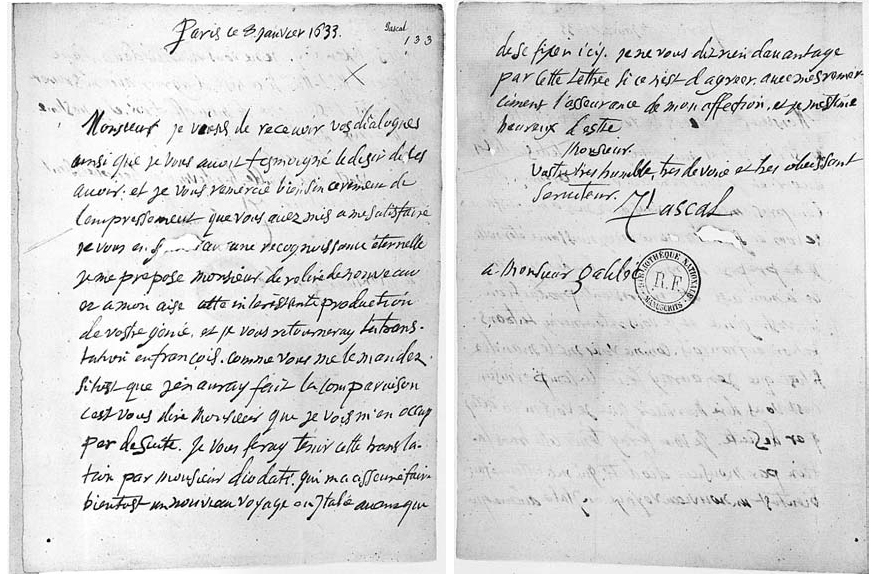
List Pascala do Galileusza
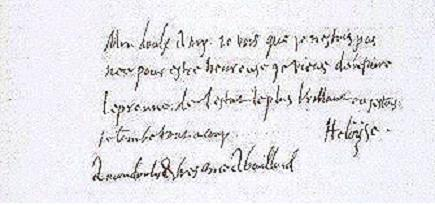
List Heloizy do Abelarda